# عبدالمجید لکحل
عبدالمجید لَکحَل (انگلیسی: Abdelmajid Lakhal؛ ۲۹ نوامبر ۱۹۳۹ – ۲۷ سپتامبر ۲۰۱۴) هنرپیشه تئاتر و سینما و کارگردان تئاتر اهل کشور تونس بود. بیشتر شهرت وی به خاطر بازی در فیلم‌های تلویزیونی است.